# نخل مير (تشارك)
نخل میر (بالفارسية: نخل میر) هي قرية تقع في إيران في بلدة شيبكوه. يقدر عدد سكانها بـ 177 نسمة .